# 1821 en photographie
| Années de la photographie : 1818 - 1819 - 1820 - 1821 - 1822 - 1823 - 1824    |
| Décennies de la photographie : 1790 - 1800 - 1810 - 1820 - 1830 - 1840 - 1850 |

Cet article présente les faits marquants de l'année 1821 en photographie.

## Naissances
- 13 janvier : Louis Colin, photographe suisse actif à La Chaux-de-Fonds, mort le 1er avril 1881.
- 16 janvier : Charles David Winter, photographe français actif à Strasbourg, mort le 7 février 1904.
- 3 février : Thora Hallager, photographe danoise, morte le 16 juin 1884.
- 5 mars : Napoléon Sarony, lithographe et photographe américain, mort le 9 novembre 1896.
- 21 avril : Philip Henry Delamotte, photographe et illustrateur britannique, mort le 24 février 1889.
- 26 avril : 
  - Robert Adamson, photographe écossais, mort le 14 janvier 1848.
  - Lafon de Camarsac, photographe français, inventeur des portraits photographiques reproduits sous la forme de plaques émaillées, mort le 9 novembre 1905.
- 20 mai : Pierre Moulin du Coudray de La Blanchère, naturaliste et photographe français, l'un des premiers savants français à appliquer la photographie à ses recherches d'histoire naturelle, mort le 15 avril 1880.
- 24 mai : Adolphe Varin, graveur et photographe français, mort le 21 septembre 1897.
- 16 juin : Louise Rosalie Gaspard, photographe française, morte le 19 février 1902.
- 3 août : Victor Plumier, pionnier belge de la photographie, mort le 13 avril 1895.
- 12 août : Joseph Vigier, photographe amateur français,  membre fondateur de la Société française de photographie, mort le 12 avril 1894.
- 3 septembre : Isidore van Kinsbergen, photographe néerlandais, le premier à prendre des clichés de Java, mort le 10 septembre 1905.
- 9 septembre : Louise Leghait, photographe belge, morte le 22 avril 1874.
- 17 octobre : Alexander Gardner, photographe de guerre américain d'origine écossaise, mort le 10 décembre 1882.
- 1er novembre : Jean-Victor Frond, photographe et éditeur français actif au Brésil, mort le 16 janvier 1881.
- 21 décembre : József Borsos, peintre et photographe hongrois, mort le 19 août 1883.